# Orthosia congesta
Orthosia congesta är en oleanderväxtart som beskrevs av Joseph Decaisne. Orthosia congesta ingår i släktet Orthosia och familjen oleanderväxter. Inga underarter finns listade i Catalogue of Life.